# 明野響香
明野 響香（あけの きょうか、2000年10月18日 - ）は、日本の元子役。神奈川県出身。山王プロダクションに所属していた。

## 出演作品

### 吹き替え
- イースターラビットのキャンディ工場（ヤングイービー）
- X-MEN:ファースト・ジェネレーション（レイヴン・ダークホルム / ミスティーク（幼少期））
- ガーディアンズ 伝説の勇者たち
- ケネディ家の人びと

### 舞台
- 明治座7・8月コロッケ特別公演 「棟方志功物語」
- 新橋演舞場5月大歌舞伎「籠釣瓶花街酔醒」
- 新橋演舞場4月大歌舞伎公演　権三と助十
- 初春歌舞伎公演 浮世柄比翼稲妻
- 歌舞伎座・納涼大歌舞伎・第三部「怪談乳房榎」出演
- 舞台 天守物語 7月歌舞伎座公演　夜の部「天守物語」
- 舞台 華果西遊記 国立劇場　6月歌舞伎鑑賞教室「華果西遊記」
- 舞台 歌舞伎座 歌舞伎座120年　12月大歌舞伎　新歌舞伎十八番の内　高時（たかとき）

### CM
- 小学館「子供大百科」MA
- ラジオCM トヨタ ノア
- ラジオCM　JA共済「交通安全支援」インタビュー
- 日本ゼオン㈱
- ライオンラジオCM

### PV
- バンダイナムコゲームス「エアーホッケー」
- 日立 インナー向け
- 日本スポーツ振興センター
- アルファー社モーターショー用

### その他
- GO-1グランプリ
- 読売交響楽団サントリーホール「ヒロシマ・声なき声」朗読
- 国際学院中学校パンフレットモデル
- 日経ビデオ＆DVD　「教員メンタルヘルス」